# Gunnar Hallin
Per Gunnar Hallin, född 18 oktober 1956 i Stockholm, är en svensk musiker. 
Gunnar Hallin spelade gitarr i Magnus Uggla Band 1979; dessförinnan var han gitarrist i rockbandet Neon Rose. Han är bror till pianisten och sångaren Per-Erik Hallin och jobbar numera som institutionstekniker på Fredrika Bremergymnasiet i Haninge kommun.